# 包科尼班克
包科尼班克（匈牙利語：Bakonybánk）是匈牙利科马罗姆-埃斯泰尔戈姆州所辖的一个村。总面积15.07平方公里，总人口453，人口密度30.1人/平方公里（2011年1月1日）。